# Ибрагим Садр
Мулла Ибрагим Садр (пушту ملا ابراہیم صدر‎), имя при рождении — Ходайдад (пушту خدايداد‎) — афганский религиозный и государственный деятель, высокопоставленный член «Талибана»; исполняющий обязанности министра внутренних дел ИЭА с 24 августа по 7 сентября 2021 года, заместитель и. о. министра внутренних дел с 21 сентября того же года.

## Биография
По происхождению — пуштун из клана Алакозаи из, по разным данным, провинции Кандагар или Гильменд. Изначально носил имя Ходайдад, но позже сменил его на Ибрагим. Участвовал в движении моджахедов в период советско-афганской войны, после завершения которой переехал в пакистанский Пешавар для преподавания в медресе, где, по данным Asia Times, шакирды добавили к его имени прозвище «Садр» (что означает «президент» на урду). В период первого правления «Талибана» был ответственным за контроль над управлением авиацией в оборонном ведомстве. Придерживаясь строгих религиозных взглядов, налаживал тесные контакты с различными джихадистскими и террористическими группировками, по некоторым данным, стал очень близок с «Аль-Каидой».
Вернулся в Пешавар после поражения талибов в результате военной операции США и их союзников в 2001 году, в период которой в качестве командира среднего звена участвовал в обороне Кабула. Затем начался его стремительный карьерный взлёт в «Талибане»: был очень близок к основателю движения Мухаммеду Омару и его преемнику на посту лидера «Талибана» Ахтару Мансуру; в 2014 году был назначен главнокомандующим боевыми формированиями талибов, при этом публично объявлено об этом было только в августе 2016 года.